# 克勞福德 (密蘇里州)
克勞福德（英語：Crawford）是位於美國密蘇里州蘇格蘭縣的非建制地區。

## 歷史
克勞福德的郵局於1878年設立，其後於1906年停運。

## 地理
克勞福德所處的海拔為高於海平面222米（即728英呎），而該地所採用的時區為UTC-6，即北美中部時區（CST）。同時該地設有夏令時間，為UTC-6調快一小時，即UTC-5（CDT）。